# Allsvenskan i ishockey 1990
Allsvenskan i ishockey 1990 spelades mellan de två bästa lagen från respektive grundserie i Division I samt de två sämst placerade lagen från hösten i Elitserien. Allsvenskans två främsta lag gick vidare till den Allsvenska finalen, lag tre och fyra gick direkt till Playoff 3, lag 5–8 gick vidare till Playoff 2 medan de två sista lagen var färdigspelade för säsongen och kvalificerade för Division I nästa säsong.
Före seriens start var Modo största favoriten med Skellefteå och Björklöven som andrahandsfavoriter. Malmö ville dock annorlunda. Percy Nilsson och Timo Lahtinens lag vägrade förlora och tappade endast tre poäng under hela serien. Segern togs med sju poängs marginal och det var aldrig någon tvekan om vilket lag som var bäst. Modo fick nöja sig med andraplatsen, men den var också klar – fem poäng ner till trean Skellefteå.

## Tabell
| Nr | Lag            | S  | V  | O | F  | GM | IM  | MS  | P  |
| -- | -------------- | -- | -- | - | -- | -- | --- | --- | -- |
| 1  | Malmö IF       | 18 | 15 | 3 | 0  | 83 | 37  | +46 | 33 |
| 2  | Modo HK        | 18 | 12 | 2 | 4  | 92 | 53  | +39 | 26 |
| 3  | Skellefteå HC  | 18 | 10 | 1 | 7  | 76 | 59  | +17 | 21 |
| 4  | IF Björklöven  | 18 | 9  | 2 | 7  | 78 | 72  | +6  | 20 |
| 5  | IK Vita Hästen | 18 | 9  | 2 | 7  | 63 | 62  | +1  | 20 |
| 6  | Rögle BK       | 18 | 9  | 1 | 8  | 81 | 65  | +16 | 19 |
| 7  | Bodens IK      | 18 | 7  | 1 | 10 | 78 | 80  | −2  | 15 |
| 8  | Huddinge IK    | 18 | 7  | 1 | 10 | 63 | 69  | −6  | 15 |
| 9  | Mora IK        | 18 | 3  | 1 | 14 | 47 | 93  | −46 | 7  |
| 10 | IK Tälje       | 18 | 1  | 2 | 15 | 35 | 106 | −71 | 4  |

## Allsvenska finalen
- Malmö IF - Modo HK 7–0 (4–0, 1–0, 2–0) publik 5 840
- Modo HK - Malmö IF 2–5 (0–3, 1–1, 1–1) publik 3 259
- Malmö IF - Modo HK 4–3 SD (1–1, 2–1, 0–1, 0–0, 1–0) publik 5 870

Segraren Malmö IF fick en plats i Elitserien. Modo HK gick vidare till Kvalserien (där man kom etta och gick upp).